# Sagfjorden (Nordland)
Le Sagfjorden (en norvégien) ou Rivtakvuodna (en sami du Nord) est un fjord du comté de Nordland en Norvège. Le fjord, long de 38 kilomètres, fait partie de la frontière entre les municipalités de Hamarøy et Steigen. Il y a aussi plusieurs grandes îles dans le fjord : Finnøya au nord, Lundøya et Engeløya à l’embouchure du fjord, là où il rejoint le Vestfjorden.
Le fjord a des entrées étroites entre les îles et les péninsules continentales à l’ouest, mais dans la partie centrale du fjord, il atteint jusqu’à 8 kilomètres de large. Le fjord atteint des profondeurs allant jusqu’à 646 mètres dans le détroit d’Økssundet, dans la partie ouest du fjord. Le village de Karlsøy se trouve sur Finnøya sur la rive nord du fjord. Les villages d’Innhavet et de Tømmerneset se trouvent tous deux dans les parties les plus intérieures du fjord à l’est.